# Stan Dewulf
Stan Dewulf (ur. 20 grudnia 1997 w Stavele) – belgijski kolarz szosowy.

## Osiągnięcia
Opracowano na podstawie:

2014
- 1. miejsce w Keizer der Juniores

2015
- 3. miejsce w GP André Noyelle
- 3. miejsce w Paryż-Roubaix juniorów
- 2. miejsce w mistrzostwach Europy juniorów (start wspólny)

2017
- 3. miejsce w Tour de Bretagne
- 3. miejsce w mistrzostwach Belgii U23 (start wspólny)
- 3. miejsce w Olympia’s Tour

2018
- 2. miejsce w Le Triptyque des Monts et Chateaux
  - 1. miejsce na etapach 3a i 3b
- 2. miejsce w Tour de Bretagne
  - 1. miejsce w klasyfikacji młodzieżowej
- 3. miejsce w Ringerike GP
- 1. miejsce w Paryż-Roubaix U23
- 3. miejsce w Okolo Jižních Čech
  - 1. miejsce w klasyfikacji młodzieżowej
  - 1. miejsce na 1. etapie (jazda drużynowa na czas)

2020
- 2. miejsce w Antwerp Port Epic

2021
- 2. miejsce w Tour de Wallonie
- 1. miejsce w Boucles de l’Aulne

2022
- 3. miejsce w Boucles de l’Aulne

## Rankingi
| Rok             | 2016  | 2017 | 2018 | 2019 | 2020 | 2021 | 2022 | 2023 | 2024 |
| --------------- | ----- | ---- | ---- | ---- | ---- | ---- | ---- | ---- | ---- |
| World Ranking   | 2344. | 752. | 460. | 709. | 244. | 117. | 321. | 417. | 261. |
| UCI Europe Tour | 1566. | 470. | 262. | 521. | 202. | 100. | 258. | -    | -    |
|                 |       |      |      |      |      |      |      |      |      |
| Źródło: UCI     |       |      |      |      |      |      |      |      |      |